# Olympische Sommerspiele 2024/Gewichtheben – Bantamgewicht (Frauen)
Das Gewichtheben der Frauen in der Klasse bis 49 kg (Bantamgewicht) bei den Olympischen Sommerspielen 2024 in Paris fand am 7. August 2024 in der Arena Paris Sud 6 statt. Die Chinesin Hou Zhihui, die in Tokio mit einer Zweikampfleistung von 210 kg gewann und damit einen neuen olympischen Rekord aufstellte, verteidigte ihren Titel mit einer Zweikampfleistung von 206 kg.

## Titelträgerinnen
| Olympische Spiele 2020         | Hou Zhihui           | 210 kg | Tokio     |
| Weltmeisterschaften 2023       | Jiang Huihua         | 215 kg | Riad      |
| Afrikameisterschaften 2024     | Rosina Randafiarison | 169 kg | Ismailia  |
| Panamerikameisterschaften 2024 | Ana Gabriela López   | 188 kg | Caracas   |
| Asienmeisterschaften 2024      | Ri Song-gum          | 220 kg | Taschkent |
| Europameisterschaften 2024     | Mihaela Cambei       | 199 kg | Sofia     |
| Ozeanienmeisterschaften 2024   | Dika Toua            | 162 kg | Auckland  |

## Rekorde

### Bestehende Rekorde
Vor Beginn der Olympischen Spiele waren folgende Rekorde gültig:
| Weltrekord         | Reißen    | Hou Zhihui  | 097 kg | Phuket    | 1. April 2024   |
| Weltrekord         | Stoßen    | Ri Song-gum | 125 kg | Taschkent | 4. Februar 2024 |
| Weltrekord         | Zweikampf | Ri Song-gum | 221 kg | Phuket    | 1. April 2024   |
|                    |           |             |        |           |                 |
| Olympischer Rekord | Reißen    | Hou Zhihui  | 094 kg | Tokio     | 24. Juli 2021   |
| Olympischer Rekord | Stoßen    | Hou Zhihui  | 116 kg | Tokio     | 24. Juli 2021   |
| Olympischer Rekord | Zweikampf | Hou Zhihui  | 210 kg | Tokio     | 24. Juli 2021   |

### Neue Rekorde
| Olympischer Rekord | Stoßen | Hou Zhihui | 117 kg | Paris | 7. August 2024 |

## Qualifikation
Die zehn höchstplatzierten Athletinnen der Qualifikationsrangliste erhielten einen Quotenplatz. Dabei war nur eine Athletin pro Land zu berücksichtigen. Pro Geschlecht durften jedoch nur maximal drei Sportler eines NOKs über drei Gewichtsklassen verteilt eingesetzt werden. Zudem war ein Quotenplatz für denjenigen kontinentalen Verband vorgesehen, dessen Athletinnen sich nicht über die Qualifikationsrangliste einen Startplatz sichern konnten. Dabei erhielt die höchstplatzierte teilnahmeberechtigte Athletin dieses kontinentalen Verbandes den Quotenplatz. Um teilnahmeberechtigt zu sein, mussten die Athletinnen an den Weltmeisterschaften 2023, dem IWF World Cup 2024 und an mindestens drei weiteren Qualifikationsturnieren teilnehmen.

## Endergebnis
| Rang | Athletin              | Nation                  | Kgw. | Reißen (kg) | Reißen (kg) | Reißen (kg) | Reißen (kg) | Stoßen (kg) | Stoßen (kg) | Stoßen (kg) | Stoßen (kg) | Zweikampf |
| Rang | Athletin              | Nation                  | Kgw. | 1           | 2           | 3           | Gesamt      | 1           | 2           | 3           | Gesamt      | Zweikampf |
| ---- | --------------------- | ----------------------- | ---- | ----------- | ----------- | ----------- | ----------- | ----------- | ----------- | ----------- | ----------- | --------- |
| 1    | Hou Zhihui            | China                   |      | 89          | 89          | 93          | 89          | 110         | 117         | 117         | 117         | 206       |
| 2    | Mihaela Cambei        | Rumänien                |      | 89          | 91          | 93          | 93          | 106         | 110         | 112         | 112         | 205       |
| 3    | Surodchana Khambao    | Thailand                |      | 86          | 88          | 88          | 88          | 110         | 112         | 114         | 112         | 200       |
| 4    | Saikhom Mirabai Chanu | Indien                  |      | 85          | 88          | 88          | 88          | 111         | 111         | 114         | 111         | 199       |
| 5    | Jourdan Delacruz      | Vereinigte Staaten      |      | 84          | 87          | 88          | 84          | 105         | 110         | 111         | 111         | 195       |
| 6    | Fang Wan-ling         | Chinesisch Taipeh       |      | 80          | 83          | 86          | 86          | 102         | 106         | 107         | 107         | 193       |
| 7    | Beatriz Pirón         | Dominikanische Republik |      | 85          | 88          | 88          | 85          | 102         | 107         | 110         | 107         | 192       |
| 8    | Rira Suzuki           | Japan                   |      | 83          | 85          | 85          | 83          | 108         | 112         | 117         | 108         | 191       |
| 9    | Katherin Echandia     | Venezuela               |      | 83          | 86          | 86          | 83          | 105         | 107         | 109         | 105         | 188       |
| 10   | Rosina Randafiarison  | Madagaskar              |      | 75          | 80          | 83          | 80          | 95          | 100         | 100         | 100         | 180       |
| 11   | Nicola Lagatao        | Guam                    |      | 56          | 59          | 62          | 59          | 74          | 77          | 79          | 077         | 136       |
| —    | Nina Sterckx          | Belgien                 |      | 86          | 86          | 86          | —           | —           | —           | —           | —           | DNF       |